# Heva Coomans
Heva Coomans (Parijs, 2 mei 1860 - New York, 14 juli 1939) was een Belgisch kunstschilder, gespecialiseerd in historieschilderkunst.

## Biografie
Heva Coomans werd in 1860 geboren in Parijs als dochter van de Belgische kunstschilder Joseph Coomans en Adélaïde Lacroix (1838-1884). Haar jongere zus Diana Coomans was eveneens kunstschilder en haar halfbroer Oscar Coomans de Brachène (1848-1884) was een schrijver en dichter. 
Zij en haar zus waren leerlingen van hun vader en net als hij specialiseerden ze zich in romantische afbeeldingen van de inwoners van Pompeï voor de uitbarsting van de Vesuvius in 79. Haar vader kreeg internationale erkenning en werd zeer gewaardeerd door Amerikaanse verzamelaars. De zussen Coomans vergezelden hun vader op een eerste reis naar de Verenigde Staten (naar Philadelphia en New York) tussen oktober 1888 en juni 1889. Hij stierf kort na hun terugkeer naar Europa, maar Diana en Heva keerden in de jaren 1890 regelmatig terug naar New York en in 1910 vestigden ze zich daar permanent en gaven lessen in tekenen en schilderen.
Haar werken werden tentoongesteld in privécollecties van Europese en Amerikaanse kunst en verschenen ook in het Duitse tijdschrift Die Gartenlaube in de jaren 1887-1894.

## Werken (selectie)

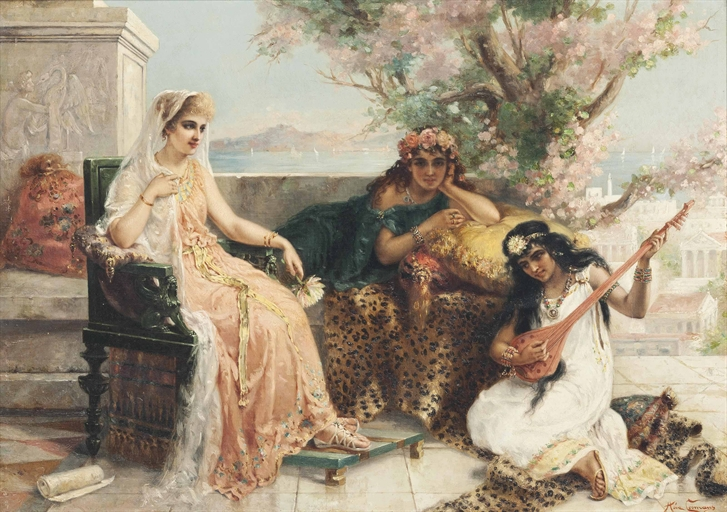
A melody for a Roman beauty
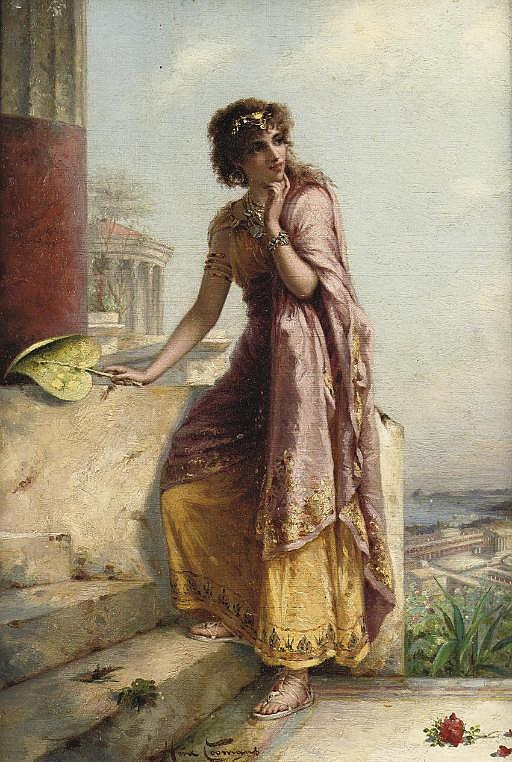
A young woman by a temple
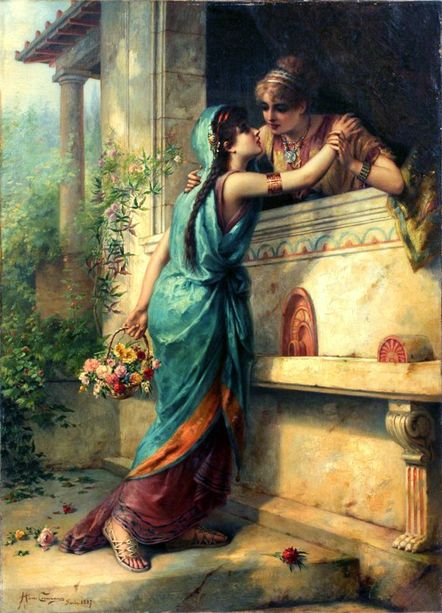
Two Italian women (1887)
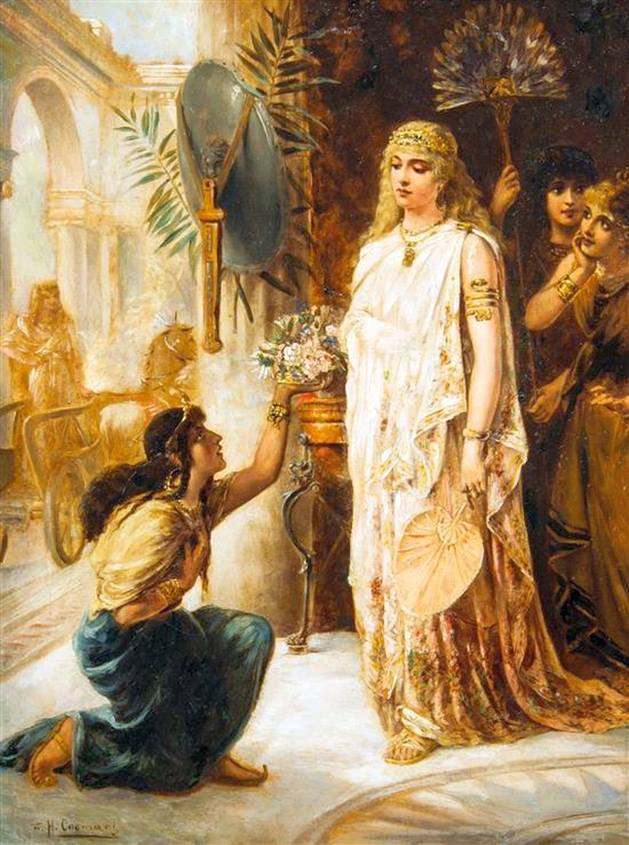
Woman in Supplication

- Bibliothèque nationale de France: cb149718961 (data)
- International Standard Name Identifier: 0000 0004 1810 2814
- RKD-Nederlands Instituut voor Kunstgeschiedenis: 18126
- Union List of Artist Names: 500191569
- Virtual International Authority File: 37189914